# 橙胸姬鶲
橙胸姬鶲（学名：Ficedula strophiata）为鶲科姬鶲属的鸟类。该物种的模式产地在尼泊尔。

## 亚种
- 橙胸姬鶲指名亚种（学名：Ficedula strophiata strophiata）。在中国大陆，分布于甘肃、陕西、四川、湖北、贵州、云南、西藏等地。该物种的模式产地在尼泊尔。[2]